# Galaxyland
Galaxyland (eerder Fantasyland) is een Canadees indoor attractiepark dat onderdeel is van de West Edmonton Mall.

## Algemene informatie
Het park werd in 1985 geopend onder de naam Fantasyland maar moest na een rechtszaak met de Walt Disney Corporation de naam veranderen. Op 1 juli 1995 werd het park hernoemd naar de huidige naam en kreeg het de nieuwe mascotte Cosmo.
Galaxyland is vrij toegankelijk, de attracties zijn enkel toegankelijk met ofwel een dagpas of op basis van bonnen uit de losse verkoop.

## Attracties
- Space Shot - een vrije val gebouwd door S&S Power met een hoogte van bijna 37 meter
- Flying Galleon - een schommelschip
- Autosled - een achtbaan gebouwd door Zierer
- Dragon Wagon - een aangedreven achtbaan gebouwd door Wisdom Rides
- Galaxy Orbiter - een draaiende achtbaan gebouwd door Gerstlauer

## Galerij

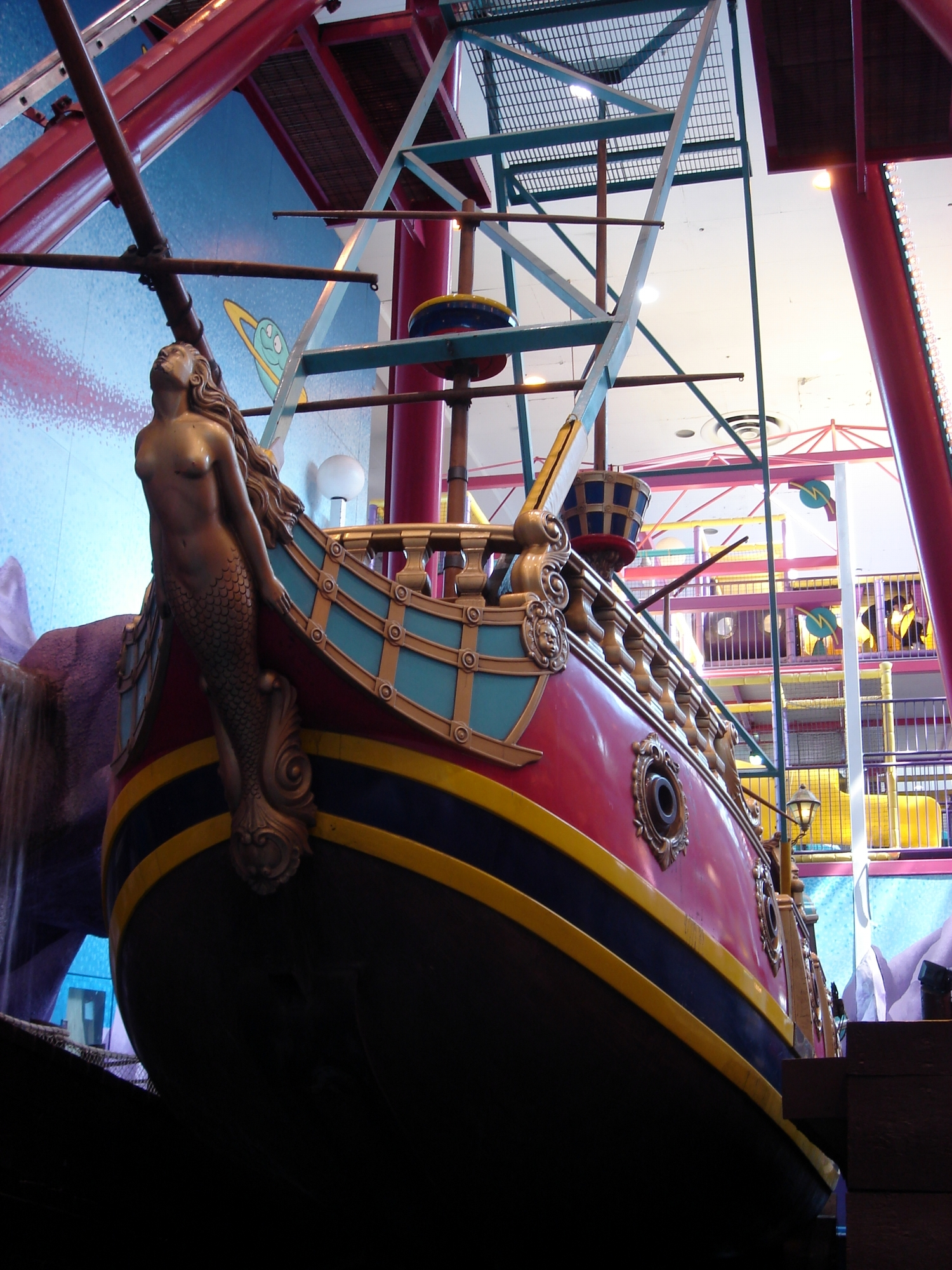
Het schommelschip Flying Galleon
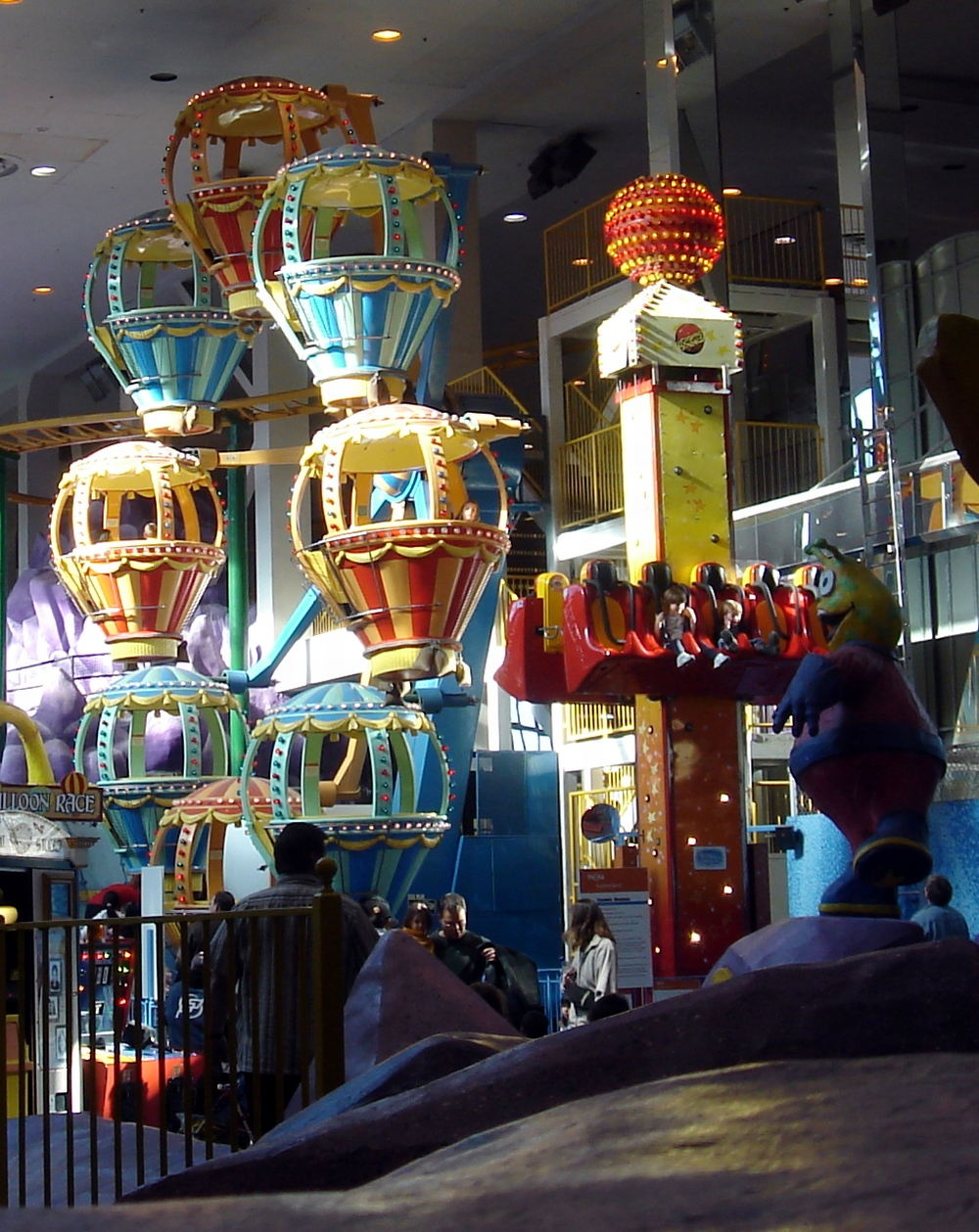
De Baloon Race
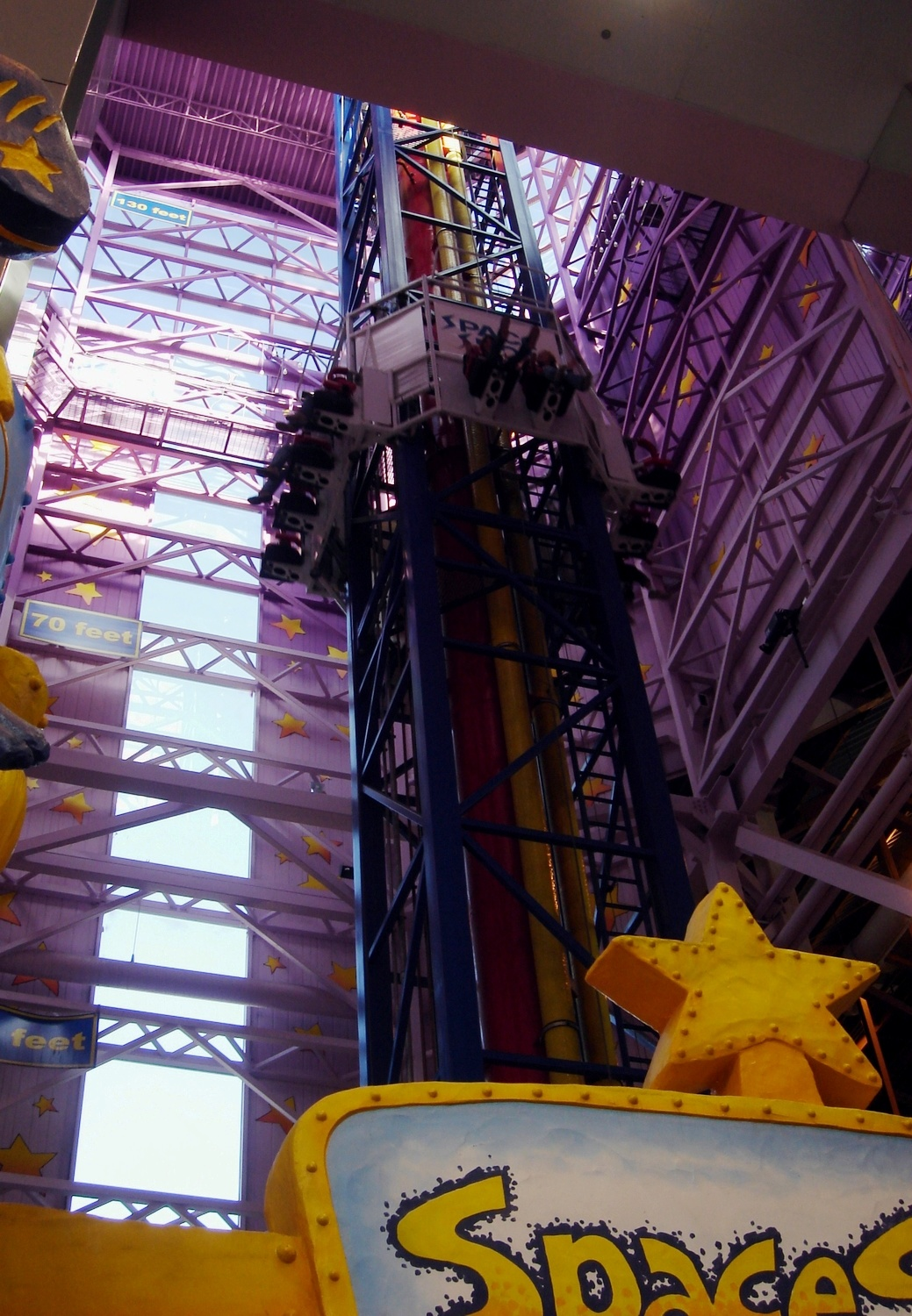
Space Shot
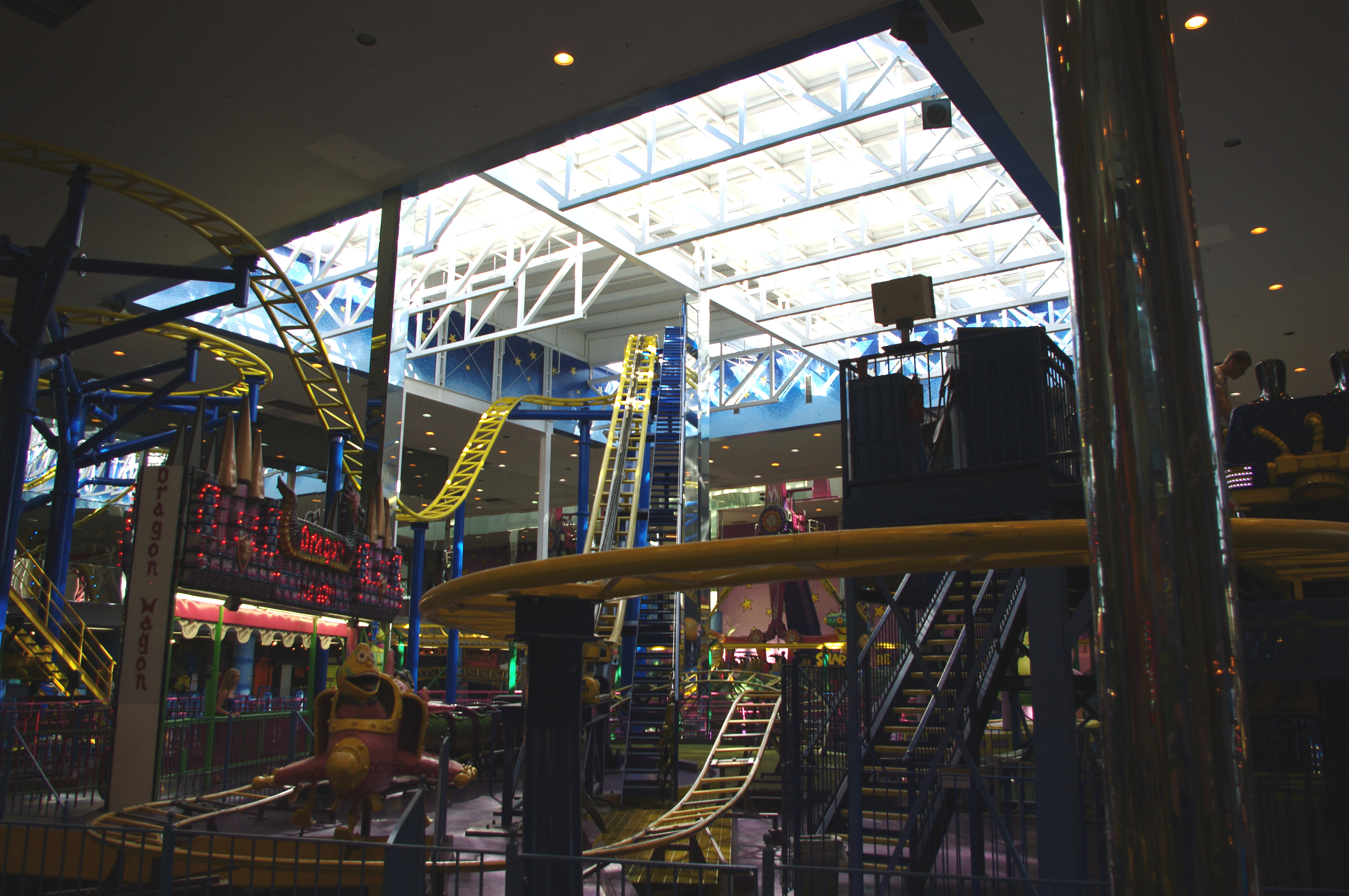
De optakeling van de Galaxy Orbiter